# Charlison Benschop
Charlison Benschop (Willemstad, 21 agosto 1989) è un calciatore olandese, attaccante del F. Düsseldorf II.

## Carriera

### Club

#### Inizi
Cresciuto nelle giovanili dello SCO '63 Spijkenisse e del VV Spijkenisse, nel 2007 è passato al RKC Waalwijk. Ha debuttato in Eerste Divisie l'11 gennaio 2008, in RKC Waalwijk-Go Ahead Eagles (7-2), gara in cui ha siglato la rete del momentaneo 6-1 al minuto 85. Il 1º agosto 2009 ha debuttato nella massima serie olandese, disputando da titolare l'incontro RKC Waalwijk-Utrecht (0-1). Ha militato nel club gialloblu fino al 2010, totalizzando 74 presenze e 19 reti in campionato.

#### AZ Alkmaar e Brest
Il 17 marzo 2010 ha firmato un contratto quinquennale con l'AZ Alkmaar, valido da giugno 2010. Il debutto ufficiale con la nuova maglia è avvenuto il 29 luglio 2010, in AZ Alkmaar-Göteborg (2-0), gara di andata del terzo turno preliminare di Europa League. Il debutto in campionato, invece, è avvenuto il 20 novembre 2010, in Twente-AZ Alkmaar (1-2). Ha militato nelle file dei Kaaskoppen fino al 2012, totalizzando 45 presenze e 6 reti in campionato. Nel luglio 2012 ha firmato un contratto quadriennale con il Brest, club francese militante in Ligue 1. L'esordio nel massimo campionato francese è avvenuto l'11 agosto 2012, nell'incontro Nancy-Brest (1-0).

#### Fortuna Dusseldorf
Al termine della stagione 2012-2013, il Brest lo ha ceduto in prestito annuale al Fortuna Düsseldorf, club tedesco militante in seconda serie. Ha debuttato con la nuova maglia il 22 luglio 2013, nell'incontro di campionato Fortuna Düsseldorf-Energie Cottbus (1-0). Dopo una stagione positiva in termini realizzativi, nel maggio 2013 il Fortuna Düsseldorf lo ha acquistato a titolo definitivo. Ha militato nel club biancorosso fino al 2015, totalizzando 58 presenze e 35 reti in campionato.

#### Hannover 96
Nel luglio 2015 ha firmato un contratto triennale con l'Hannover 96, club militante nella massima serie tedesca. Ha debuttato con la nuova maglia il 15 agosto 2015, nell'incontro di campionato Darmstadt 98-Hannover 96 (2-2), gara in cui ha siglato la rete del momentaneo 1-1 nel terzo minuto del secondo tempo. Ha militato nel club fino alla scadenza del contratto, totalizzando appena 18 presenze e due reti in campionato con la prima squadra. Nella stagione 2017-2018, inoltre, è stato aggregato alla seconda squadra, con cui ha disputato 5 incontri e messo a segno una rete.

#### Ingolstadt 04 e De Graafschap
Scaduto il proprio contratto con l'Hannover 96, ha firmato un contratto biennale con l'Ingolstadt 04. Ha debuttato con la nuova maglia il 25 agosto 2018, nell'incontro di campionato Magdeburgo-Ingolstadt 04 (1-1). Nel gennaio 2019 si è trasferito in prestito fino al termine della stagione al De Graafschap, tornando così nei Paesi Bassi dopo l'ultima esperienza con l'AZ Alkmaar. Il debutto con la nuova maglia è avvenuto il 26 gennaio 2019, nell'incontro di campionato Excelsior-De Graafschap (2-0). Al termine della stagione è tornato all'Ingolstadt 04.

#### Dal Groningen al Sandhausen
Nell'estate 2019 è passato al Groningen, con cui ha firmato un contratto biennale. Ha debuttato in campionato il 3 agosto 2019, nell'incontro Emmen-Groningen (0-1). Nel gennaio 2020 è passato all'Apollon Limassol, club cipriota, con cui ha firmato un fino al termine della stagione successiva. Il debutto con la nuova maglia è avvenuto il 26 gennaio 2020, nell'incontro di campionato Apollon Limassol-Ethnikos Achnas (3-2). Ha militato nel club cipriota fino al termine del proprio contratto, totalizzando 35 presenze e 10 reti in campionato. Scaduto il proprio contratto, ha passato un periodo in prova al Sandhausen, club tedesco militante in seconda serie, con cui ha poi firmato il contratto il 27 agosto 2021. Ha debuttato con la nuova maglia il giorno stesso, disputando l'incontro di campionato Sandhausen-Ingolstadt 04 (0-2).

#### Dal Fortuna Sittard al Wuppertaler
Dopo 13 presenze con il Sandhausen, il 31 gennaio 2022 si è trasferito a titolo definitivo al Fortuna Sittard, in Eredivisie. Ha debuttato con la nuova maglia il successivo 5 febbraio, nell'incontro di campionato Fortuna Sittard-Heerenveen (2-0). Ha concluso la propria stagione con 13 presenze all'attivo. Il 1º agosto 2012 si è trasferito a parametro zero al De Graafschap, tornando così nel club dopo l'esperienza del 2019. Il nuovo debutto con il club biancoazzurro è avvenuto il 7 agosto 2022, nell'incontro di campionato PEC Zwolle-De Graafschap (2-1), gara in cui ha siglato la rete del momentaneo 1-1 al minuto 76. Il 9 luglio 2023 è stato ingaggiato dal Wuppertaler. L'esordio in campionato è avvenuto il successivo 28 luglio, nell'incontro Alemannia Aachen-Wuppertaler (1-2).

### Nazionale
Dopo aver giocato con la Nazionale Under-20 olandese nel 2010, nel 2017 è stato convocato dalla Nazionale di Curaçao. Ha esordito con la Nazionale di Curaçao il 10 ottobre 2017, nell'amichevole Qatar-Curaçao (0-1). Ha messo a segno la sua prima rete con la maglia della Nazionale il 28 marzo 2021, in Cuba-Curaçao (1-2), siglando il gol del definitivo 1-2 al minuto 45 del primo tempo. Ha partecipato, con la selezione di Curaçao, alla Gold Cup 2019 e alla CONCACAF Nations League 2019-2020. È sceso in campo, inoltre, nelle qualificazioni ai Mondiali 2022.

## Statistiche

### Presenze e reti nei club
| Stagione                  | Club                      | Campionato                | Campionato | Campionato | Coppe nazionali | Coppe nazionali | Coppe nazionali | Coppe continentali | Coppe continentali | Coppe continentali | Totale | Totale |
| Stagione                  | Club                      | Comp                      | Pres       | Reti       | Comp            | Pres            | Reti            | Comp               | Pres               | Reti               | Pres   | Reti   |
| ------------------------- | ------------------------- | ------------------------- | ---------- | ---------- | --------------- | --------------- | --------------- | ------------------ | ------------------ | ------------------ | ------ | ------ |
| 2007-2008                 | RKC Waalwijk              | ED                        | 3          | 1          | -               | -               | -               | -                  | -                  | -                  | 3      | 1      |
| 2008-2009                 | RKC Waalwijk              | ED                        | 35+5       | 11+1       | -               | -               | -               | -                  | -                  | -                  | 35+5   | 11+1   |
| 2009-2010                 | RKC Waalwijk              | E                         | 31         | 6          | CO              | 1               | 0               | -                  | -                  | -                  | 32     | 6      |
| Totale RKC Waaòwijk       | Totale RKC Waaòwijk       | Totale RKC Waaòwijk       | 69+5       | 18+1       |                 | 1               | 0               |                    | -                  | -                  | 70+5   | 18+1   |
| 2010-2011                 | AZ Alkmaar                | E                         | 16         | 1          | CO              | 1               | 0               | UEL                | 1                  | 0                  | 18     | 1      |
| 2011-2012                 | AZ Alkmaar                | E                         | 29         | 5          | CO              | 4               | 1               | UEL                | 2+10               | 1+0                | 45     | 7      |
| Totale AZ Alkmaar         | Totale AZ Alkmaar         | Totale AZ Alkmaar         | 45         | 6          |                 | 5               | 1               |                    | 13                 | 1                  | 63     | 8      |
| 2012-2013                 | Brest                     | L1                        | 27         | 5          | CF+CdL          | 3+1             | 1+0             | -                  | -                  | -                  | 31     | 6      |
| 2013-2014                 | Fortuna Düsseldorf        | 2BL                       | 28         | 12         | CG              | 1               | 0               | -                  | -                  | -                  | 29     | 12     |
| 2014-2015                 | Fortuna Düsseldorf        | 2BL                       | 30         | 13         | CG              | 1               | 0               | -                  | -                  | -                  | 31     | 13     |
| Totale Fortuna Düsseldorf | Totale Fortuna Düsseldorf | Totale Fortuna Düsseldorf | 58         | 25         |                 | 2               | 0               |                    | -                  | -                  | 60     | 25     |
| 2015-2016                 | Hannover 96               | BL                        | 9          | 1          | CG              | 0               | 0               | -                  | -                  | -                  | 9      | 1      |
| 2016-2017                 | Hannover 96               | 2BL                       | 2          | 0          | CG              | 0               | 0               | -                  | -                  | -                  | 2      | 0      |
| 2017-2018                 | Hannover 96               | BL                        | 7          | 1          | CG              | 1               | 0               | -                  | -                  | -                  | 8      | 1      |
| Totale Hannover 96        | Totale Hannover 96        | Totale Hannover 96        | 18         | 2          |                 | 1               | 0               |                    | -                  | -                  | 19     | 2      |
| 2018-gen. 2019            | Ingolstadt 04             | 2BL                       | 9          | 1          | CG              | 1               | 0               | -                  | -                  | -                  | 10     | 1      |
| gen.-giu. 2019            | De Graafschap             | E                         | 14+4       | 3+2        | CO              | 0               | 0               | -                  | -                  | -                  | 18     | 5      |
| 2019-gen. 2020            | Groningen                 | E                         | 17         | 3          | CO              | 1               | 0               | -                  | -                  | -                  | 18     | 3      |
| gen.-giu. 2020            | Apollōn Limassol          | AK                        | 6+1        | 3+0        | KK              | 4               | 2               | -                  | -                  | -                  | 11     | 3      |
| 2020-2021                 | Apollōn Limassol          | AK                        | 20+8       | 6+1        | KK              | 1               | 0               | EL                 | 2                  | 0                  | 31     | 9      |
| Totale Apollon Limassol   | Totale Apollon Limassol   | Totale Apollon Limassol   | 26+9       | 9+1        |                 | 5               | 2               |                    | 2                  | 0                  | 42     | 12     |
| 2021-gen. 2022            | Sandhausen                | 2BL                       | 13         | 0          | CG              | 0               | 0               | -                  | -                  | -                  | 13     | 0      |
| gen.-giu. 2022            | Fortuna Sittard           | E                         | 13         | 0          | CO              | 0               | 0               | -                  | -                  | -                  | 13     | 0      |
| 2022-2023                 | De Graafschap             | ED                        | 31         | 6          | CO              | 1               | 1               | -                  | -                  | -                  | 32     | 7      |
| 2023-2024                 | Wuppertal                 | RLW                       | 7          | 4          | NP              | 1               | 1               | -                  | -                  | -                  | 8      | 5      |
| Totale carriera           | Totale carriera           | Totale carriera           | 365        | 86         |                 | 22              | 6               |                    | 15                 | 1                  | 402    | 93     |

### Cronologia presenze e reti in nazionale
| Cronologia completa delle presenze e delle reti in nazionale ― Curaçao | Cronologia completa delle presenze e delle reti in nazionale ― Curaçao | Cronologia completa delle presenze e delle reti in nazionale ― Curaçao | Cronologia completa delle presenze e delle reti in nazionale ― Curaçao | Cronologia completa delle presenze e delle reti in nazionale ― Curaçao | Cronologia completa delle presenze e delle reti in nazionale ― Curaçao | Cronologia completa delle presenze e delle reti in nazionale ― Curaçao | Cronologia completa delle presenze e delle reti in nazionale ― Curaçao |
| Data                                                                   | Città                                                                  | In casa                                                                | Risultato                                                              | Ospiti                                                                 | Competizione                                                           | Reti                                                                   | Note                                                                   |
| ---------------------------------------------------------------------- | ---------------------------------------------------------------------- | ---------------------------------------------------------------------- | ---------------------------------------------------------------------- | ---------------------------------------------------------------------- | ---------------------------------------------------------------------- | ---------------------------------------------------------------------- | ---------------------------------------------------------------------- |
| 10-10-2017                                                             | Doha                                                                   | Qatar                                                                  | 1 – 2                                                                  | Curaçao                                                                | Amichevole                                                             | -                                                                      | 74’                                                                    |
| 23-3-2018                                                              | Willemstad                                                             | Curaçao                                                                | 1 – 1                                                                  | Bolivia                                                                | Amichevole                                                             | -                                                                      | 47’ 67’                                                                |
| 26-3-2018                                                              | Willemstad                                                             | Curaçao                                                                | 1 – 0                                                                  | Bolivia                                                                | Amichevole                                                             | -                                                                      | 66’                                                                    |
| 8-6-2018                                                               | Buriram                                                                | Vietnam                                                                | 1 – 1 (4 - 5 dtr)                                                      | Curaçao                                                                | Amichevole                                                             | -                                                                      | 62’                                                                    |
| 17-6-2019                                                              | Kingston                                                               | Curaçao                                                                | 0 – 1                                                                  | El Salvador                                                            | Gold Cup 2019 - Gironi                                                 | -                                                                      |                                                                        |
| 14-11-2019                                                             | Willemstad                                                             | Curaçao                                                                | 1 – 3                                                                  | Cuba                                                                   | CONCACAF Nations League 2019-2020 - Gironi                             | -                                                                      | 73’                                                                    |
| 28-3-2021                                                              | Città del Guatemala                                                    | Cuba                                                                   | 1 – 2                                                                  | Curaçao                                                                | Qual. Mondiali 2022                                                    | 1                                                                      | 63’                                                                    |
| 5-6-2021                                                               | Città del Guatemala                                                    | Isole Vergini Britanniche                                              | 0 – 8                                                                  | Curaçao                                                                | Qual. Mondiali 2022                                                    | 2                                                                      | 71’                                                                    |
| 12-6-2021                                                              | Panama                                                                 | Panama                                                                 | 2 – 1                                                                  | Curaçao                                                                | Qual. Mondiali 2022                                                    | -                                                                      | 90’                                                                    |
| 15-6-2021                                                              | Willemstad                                                             | Curaçao                                                                | 0 – 0                                                                  | Panama                                                                 | Qual. Mondiali 2022                                                    | -                                                                      | 78’                                                                    |
| Totale                                                                 |                                                                        | Presenze                                                               | 10                                                                     |                                                                        | Reti                                                                   | 3                                                                      |                                                                        |